# Częstochowa
Częstochowa, AFI t͡ʂɛ̃stɔˈxɔva ( ? i  escolteu-ne la pronunciació en polonès), és una ciutat industrial del sud de Polònia, a la part alta del riu Varta, al nord del voivodat de Silèsia, a 64 km al nord de Katowice.
L'àrea de la ciutat va estendre's uniformement per totes direccions, per això el territori de Częstochowa és compacte i regular. Durant els anys 1928-1930 l'àrea de la ciutat era de 47,2 km², i des del 1975 és de 159,6 km². Aquesta ciutat és considerada com un santuari a Polònia a causa del seu monestir de Jasna Góra, on es troba la Verge de Częstochowa, un símbol nacional de Polònia.

## Geografia
Geogràficament, la ciutat es troba al límit de tres meso-regions. Les alçades són entre 235 a 305 m sobre el nivell del mar. El punt més baix de la ciutat es troba prop del riu Varta, a l'est de Mirow, i el més alt a la muntanya Ossona, a l'est. Częstochowa està situada a la conca de l'Òder i compta amb les aigües del Varta i dels seus afluents (Kucelinka, Konopka, Stradomka i Gorzelanka). Només la part nord i nord-oest de la ciutat està banyada per les aigües del Białka, un afluent del Liswarta.

## Història
Els estudis arqueològics proporcionen informació que l'àrea de l'actual Częstochowa ja era habitada en l'antiguitat. Els primers vestigis de presència humana a la zona es remunten a finals del Paleolític (vora 9 o 8000 anys abans de Crist). Potser amb el temps d'estat dels vistulans a Siedlce al turó de Gąszczyk era un poblat fortificat, avui dia la frontera oriental de Częstochowa.
La primera menció de la ciutat va aparèixer el 1220. El segle XIV era una ciutat ja fundada, segons la llei alemanya, pel rei polonès Casimir el Gran. Aleshores era un important centre de comerç al camí que anava de Rússia i Wołoszczyzna a la Baixa Silèsia i Saxònia. La seva situació favorable a la vora del riu Varta i la localització del monestir paulista facilitaren sens dubte el desenvolupament de la ciutat. A més a més, al voltant del monestir hi havia un assentament, Częstochówka, que el 1717 va rebre el títol de ciutat.
Les dues ciutats s'uniren oficialment el 1826. Fou aleshores que es formà l'Avinguda de la Santíssima Verge Maria (Aleja Najświętszej Maryi Panny en polonès), al voltant de la qual començà a desenvolupar-se la ciutat: s'hi construïren cases de veïnatges i s'hi establiren diversos comerços. El desenvolupament més intens de Częstochowa coincideix amb la Revolució Industrial. A la ciutat ja hi havia canalització d'aigües i la travessava la línia ferroviària Varsòvia-Viena. A causa d'això, s'hi establiren fàbriques tèxtils, una foneria i s'hi desenvolupà la indústria química i tèxtil. L'artesania tradicional es basava en la producció d'articles fets de metalls preciosos, vidre i ceràmica.
A finals del segle xix Częstochowa era ja una ciutat amb el desenvolupament industrial més dinàmic i la quarta ciutat més gran del Regne de Polònia. La culminació d'aquest procés fou la Gran Exposició Industrial i Agrícola organitzada el 1909, que esdevingué una gran demostració nacional de la cultura i del potencial tècnic i productiu de Polònia. Des del 1933 la ciutat fou capital de província. A començaments del segle xx Częstochowa aconseguí consolidar el seu patrimoni cultural. S'hi establiren diverses institucions culturals, com museus, biblioteques, teatres, cinemes i centres educatius, i també una premsa local.
El 1925 s'hi establí la Diòcesi de Częstochowa, que el 1992 fou elevada pel papa Joan Pau II a rang de metròpoli.
L'ambient favorable per a les inversions caracteritza també la ciutat actual. Avui dia Częstochowa és una important ciutat amb una infraestructura desenvolupada i una base econòmica i social apreciable. És també centre universitari amb nou escoles superiors ne què estudien 40.000 estudiants. És una ciutat cultural que aprofita la seva rica tradició i història i ofereix un ample repertori cultural durant tot l'any. És també una ciutat molt oberta a l'exterior: el 1998 fou la primera ciutat de l'Europa de l'Est premiada amb el Premi d'Europa, una distinció atorgada anualment pel Consell d'Europa, des del 1955, a aquelles poblacions que hagin fet esforços notables per promoure l'ideal de la unitat europea.

## Peregrinació
Częstochowa és una ciutat coneguda a tot el món per la icona de la Verge Negra, la imatge de la Mare de Déu que es troba al monestir dels paulistes a Jasna Góra. Milers de peregrins hi arriben per agrair o demanar dons a la Mare de Déu, en moments d'alegria i de dolor. Częstochowa és un dels principals centres de peregrinació del món. El santuari és cada any visitat per uns 4-5 milions de peregrins de 80 països.

## Fills il·lustres
- Stefan Bergman (1895-1977), matemàtic.
- Kazimierz Zarankiewicz (1902-1959), matemàtic

## Ciutats agermanades
- Altötting
- Fàtima
- Loreto
- Lorda
- Pforzheim
- Rezekne
- Šiauliai
- South Bend (Indiana)
- Zapopan